# Amulet (grup)
Amulet és un cantautor i grup de música mallorquí, de Santa Maria del Camí (Mallorca), que va començar la seva carrera musical el 2018. La seva música es classificada com a Indie-Folk, i beu de referències de la música folk britànica i americana, com Mumford & Sons o Bon Iver. Les seves cançons es caracterítzen per la dinàmica i l'èpica, amb lletres que fugen del costumisme i que desenvolupen tot l'imaginari d'Amulet.

## Història
Amulet és el nom artístic del cantautor de Santa Maria del Camí, Antoni Mulet (guitarra, veu i banjo). Comença a desenvolupar el seu projecte al 2018, amb una maqueta titulada “Puput”. A partir del 2019, s'afegeixen músics al projecte, i a finals d'aquell mateix any, publica el seu primer EP, "En Clau de Son" (2019, Cases de la Música), gravat al seu estudi de casa, i consolidant una banda de músics amb: Pere Joan Company (guitarra elèctrica), Miquel Bennàssar (baix elèctric i violoncel), Paula Ruiz (violí) i Gaspar Oliver (bateria i percussió). Aquell mateix any, participa a la 19a edició del concurs Sona9, organitzat per la revista Enderrock. A través del concurs, consolida el projecte i la banda, i arribant a les semifinals.
A finals de 2020, entra a gravar el que serà el seu primer disc en forma de senzills a Tramuntana Estudis, i comença a treballar amb el segell discogràfic Produccions Blau. El novembre del 2021 publica "Tu", una cançó on s'allunya de la instrumentació que l'havia acompanyat fins llavors, i comença a mostrar l'evolució per la que passa el projecte. Continua el gener de 2021 amb "Es Teu Cos Nu", una cançó que compta amb la col·laboració de Pau Franch d'O·ERRA, i que li serveix per posicionar-se dins l'escena emergent de Mallorca. El març de 2021 publica "S'Última Encesa", un doble senzill, i al maig "Ses Coses que Hem Deixat Partir". El juny de 2021, publica una col·laboració amb Xanguito, "Es camins que no haguérem agafat mai junts", i unes setmanes més tard publica la cançó "Per sentir-te respirar", amb la col·laboració de Raquel Lúa. Finalment, el juliol de 2021 publica "Un Desert de Colors", el seu primer disc, que recopila tots els senzills publicats el darrer any, i que és premiat als IV Premis Enderrock de la Música Balear com a millor disc de Cançó d'Autor.
El 2021, Amulet aconsegueix el 1r Premi Toni Reynés al concurs Pop Rock que organitza l'ajuntament de Palma. Arrel d'aquest premi, entra a la programació de les festes de Sant Sebastià 2022 de Palma, i de l'edició de 2022 del Mallorca Live Festival.
L'abril de 2022, Amulet publica "Pintures a Parets", un senzill que tot i que no arriba a tenir la repercussió del seu anterior disc, el consolida com un artista canviant i en desenvolupament. Aquell any decideix canviar format banda, amb Pere Joan Company (banjo i lap steel), Miquel Bennàssar (baix) i Sílvia Rechac (piano).
EL 2023, publica el seu segon disc, "Petit Viking", amb dos avançaments: Espontània honestedat i Roma.